# Tessa Lavey
Tessa Rose Lavey (nacida el 29 de marzo de 1993 en Swan Hill, Australia) es una jugadora de baloncesto australiana. Con 1.72 metros de estatura, juega en la posición de base.